# Degré Celsius
Ne doit pas être confondu avec Degré centigrade.
Pour les articles homonymes, voir Degré et Celsius.
Le degré Celsius, de symbole °C, est l'unité de l’échelle de température Celsius, qui est une unité dérivée du Système international, introduite le 25 décembre 1948. Son nom est une référence à l'astronome et physicien suédois Anders Celsius, inventeur en 1742 d'une des premières échelles centigrades de température. Cette unité de mesure est d'usage courant à travers le monde, à l'exception des États-Unis, du Belize et des îles Caïmans, qui utilisent encore l'échelle Fahrenheit.

## Échelle et degré Celsius

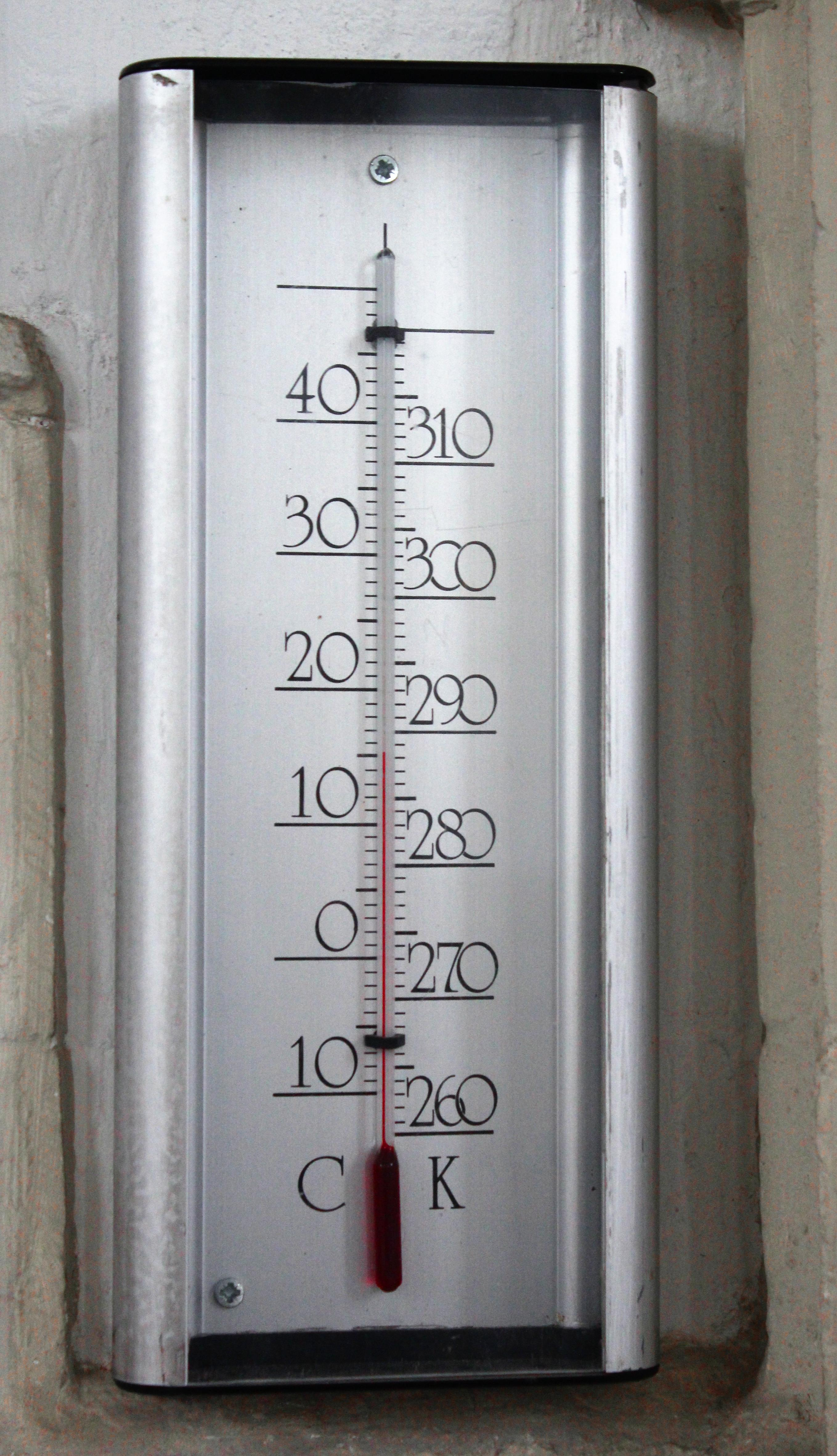
Thermomètre affichant la température en degré Celsius et en Kelvin. il montre bien que ces deux unités sont définies avec la même échelle, les graduations font la même taille pour les Kelvin et les degrés Celsius.

La température Celsius est définie comme étant la température thermodynamique exprimée en kelvins moins 273,15 K, afin que le zéro soit la température de solidification de l'eau.
L'unité de température Celsius est le degré Celsius (symbole °C), égale en magnitude au kelvin par définition : pour exprimer une différence de température, les unités kelvin et degré Celsius sont équivalentes et un intervalle de température en degrés Celsius ou en kelvins a la même valeur numérique : par exemple, la différence 37 °C − 25 °C = 12 °C = 12 K. Mais les deux échelles de température ne sont pas équivalentes, dans l’absolu : 0 °C = 273,15 K.
Depuis le 20 mai 2019, le kelvin comme le degré Celsius sont définis par le Bureau international des poids et mesures afin que leur valeur soit déterminée à partir de la constante de Boltzmann,.
Le degré Celsius est une unité de l'échelle internationale de température de 1990.

## Conséquence de la définition sur le point d’ébullition de l’eau et différence avec l’échelle centigrade
Le degré Celsius est défini jusqu'au 20 mai 2019 par un seul point fixe à 0 °C, soit 273,15 K — c'est la température de fusion de l'eau à pression standard, le point triple de l'eau lui étant supérieur de 0,01 °C. Autrement dit, l'échelle Celsius n'est pas strictement définie par « la température d'ébullition de l'eau à 100 degrés sous une pression d'une atmosphère au niveau de la mer », car cette définition est celle du degré centigrade. Cependant, la différence relative est très faible, de 1/4 000, la température d'ébullition de l'eau étant de 99,975 °C.

## Historique
Pour l'historique des échelles centigrades qui ont précédé le degré Celsius, voir degré centigrade.
Lors de la 9e Conférence générale des poids et mesures (CGPM), en 1948, le Comité international des poids et mesures tranche entre les trois termes « degré centigrade », « degré centésimal » et « degré Celsius » en faveur de ce dernier. Le « degré centésimal » désigne aussi un angle plan égal au 1/400 d'un cercle ; c’est l'un des synonymes de « grade » ou « gon » (son symbole est « gon »).
Le degré Celsius est la seule unité métrique dont le nom comporte une majuscule. Les préfixes lui sont appliqués normalement ; on peut donc, par exemple, parler de « millidegré Celsius » (symbole « m°C »).

## Autres échelles de température
Différentes échelles sont utilisées pour mesurer la température : l’échelle Newton (établie vers 1700), Rømer (1701), Fahrenheit (1724), Réaumur (1731), Delisle (1738), centigrade (de Celsius) (1742), Rankine (1859), kelvin (1848), Leyden (ca. 1894 ?), Celsius (1948).
| Échelle → Température ↓                                                             | Kelvin          | Celsius       | Centigrade (historique) | Fahrenheit | Fahrenheit | Fahrenheit     | Rankine         | Delisle | Newton | Réaumur | Rømer   |
| Échelle → Température ↓                                                             | Kelvin          | Celsius       | Centigrade (historique) | originelle | historique | actuelle       | Rankine         | Delisle | Newton | Réaumur | Rømer   |
| ----------------------------------------------------------------------------------- | --------------- | ------------- | ----------------------- | ---------- | ---------- | -------------- | --------------- | ------- | ------ | ------- | ------- |
| Zéro absolu                                                                         | 0               | −273,15       | −273,197                |            |            | −459,67        | 0               | 559,725 | −90,14 | −218,52 | −135,90 |
| Plus basse température naturelle relevée à la surface de la Terre par télédétection | 180,0           | −93,2         |                         |            |            | −135,8         | 323,9           | 289,8   | −30,8  | −74,6   | −41,4   |
| Mélange eau/sel de Fahrenheit                                                       |                 |               |                         | 0          |            |                |                 |         |        |         |         |
| Origine de l'échelle Celsius moderne                                                | 273,15          | 0             |                         |            |            | 32             | 491,67          | 150     | 0      | 0       | 7,5     |
| Point de fusion de l'eau (à pression atmosphérique)                                 | 273,150 089(10) | 0,000 089(10) | 0                       | 32         | 32         | 32,000 160(18) | 491,670 160(18) | ≈ 150   | ≈ 0    | ≈ 0     | ≈ 7,5   |
| Point triple de l'eau                                                               | 273,160 0(1)    | 0,010 0(1)    |                         |            |            | 32,018 0(18)   |                 |         |        |         |         |
| Température moyenne à la surface de la Terre                                        | 288             | 15            |                         |            |            | 59             | 518,67          | 127,5   | 4,95   | 12      | 15,375  |
| Température moyenne du corps humain                                                 | 309,95          | 36,8          |                         |            |            | 98,24          | 557,91          | 94,8    | 12,144 | 29,44   | 26,82   |
| Plus haute température naturelle enregistrée à la surface de la Terre               | 329,8           | 56,7          |                         |            |            | 134            | 593,67          | 67,5    | 18,7   | 45,3    | 33,94   |
| Point d'ébullition de l'eau (à pression atmosphérique)                              | 373,133 9       | 99,983 9      | 100                     | ≈ 212      | 212        | 211,971        | 671,641         | 0       | 33     | 80      | 60      |
| Point de fusion du titane                                                           | 1 941           | 1 668         |                         |            |            | 3 034          | 3 494           | −2 352  | 550    | 1 334   | 883     |
| Température estimée de la surface du Soleil                                         | 5 800           | 5 526         |                         |            |            | 9 980          | 10 440          | −8 140  | 1 823  | 4 421   | 2 909   |
| 1. 2. 3. 4.                                                                         |                 |               |                         |            |            |                |                 |         |        |         |         |

### Conversion en degrés Fahrenheit
On peut obtenir la température en degrés Fahrenheit en partant d'une température en degrés Celsius par la formule suivante :
°C = (°F - 32) ÷ 1,8
De même, on peut obtenir une température en degrés Celsius à partir d'une température en degrés Fahrenheit en réécrivant la formule ci-dessus :
°F = °C × 1,8 + 32